# Toyah
Pour le groupe de rock, voir Toyah (groupe).
La ville de Toyah est située dans le comté de Reeves, dans l’État du Texas, aux États-Unis. Sa population s’élevait à 90 habitants lors du recensement de 2010, estimée à 100 habitants en 2016.

## Source
- (en) Cet article est partiellement ou en totalité issu de l’article de Wikipédia en anglais intitulé « Toyah, Texas » (voir la liste des auteurs).